# نظام إدارة محتوى الويب

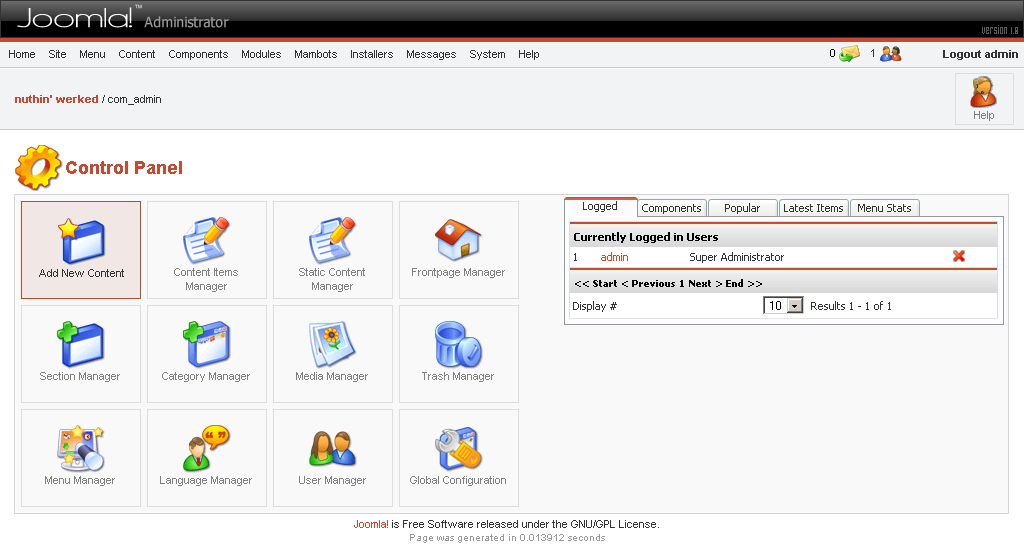

نظام إدارة محتوى الويب (بالإنجليزية: Web content management system أو WCM)‏ هو نظام إدارة محتوى مصمم لتيسير نشر محتوى الويب (بالإنجليزية: web content)‏ إلى المواقع والأجهزة المحمولة. والسماح، على وجه الخصوص، لمؤلفي المحتوى غير المتخصصين بإرسال المحتوى بدون أن يتطلب ذلك معرفة مسبقة بلغة رقم النص الفائق (بالإنجليزية: HTML)‏ أو رفع الملفات.
فيتميز نظام إدارة محتوى الويب عن برمجيات بناء المواقع (بالإنجليزية: Website Builders)‏ مثل مايكروسوفت فرونت بيج أو أدوبي دريمويفر أو أي هورايزنز نولدج سرفر 3.0 بعدم الحاجة لخبرة أو معرفة تقنية أو حتى تدريب لتطوير وإدارة محتوى الصفحات الإلكترونية. فهو يسهل التحكم، المراقبة، التعديل، والتطوير على الصفحات الإلكترونية، من قبل مستخدم أو عدة مستخدمين بصلاحيات محددة.

## الغرض من هذا النظام
الغرض الأساسى من نظام إدارة محتوى الويب هو التسهيل على المدونين وأصحاب المواقع التعديل على الشكل العام والمقالات في موقعهم. بدون وجود هذا النظام سيكون على أصحاب المواقع عمل صفحات ويب منفصلة ورفعها على الخادم لكل مقال يتم كتابته.

## نماذج إدارة محتوى الويب
هناك عدة نماذج لإدارة محتوى الويب، منها: المدونات، المنتديات، والبوابات.
تستخدم المدونات نظماً مبسطة لإدارة المحتوى موجهة للاستخدام الشخصي، كما يمثل ويكي نموذجا آخر لنظم إدارة المحتوى.
بازدياد تعقيد وترابط المحتوى وكذلك حجمه والسرعة التي يتطلبها النشر الرقمي، أصبح استعمال أنظمة إدارة المعلومات في مواقع الإنترنت مما لا غنى عنه.

### أمثلة على نظام إدارة محتوى الويب
- ووردبريس
- جملة!
- دروبال
- في بوليتين خاص بإدارة محتوى المنتديات
- ميدياويكي يعمل به موقع ويكيبيديا
- ميبل (نظام إدارة المحتوى)
- بلوغر
- لايم سورفاي